# Mario Fiorillo
Mario Fiorillo (ur. 16 grudnia 1962 w Neapolu) – włoski piłkarz wodny. Złoty medalista olimpijski z Barcelony.
Brał udział w trzech igrzyskach olimpijskich z rzędu (IO 84, IO 88, IO 92), złoto zdobywając w czasie swego ostatniego startu. Był złotym medalistą mistrzostw świata w 1994, srebrnym w 1986, był również medalistą mistrzostw Europy.